# 螺栓

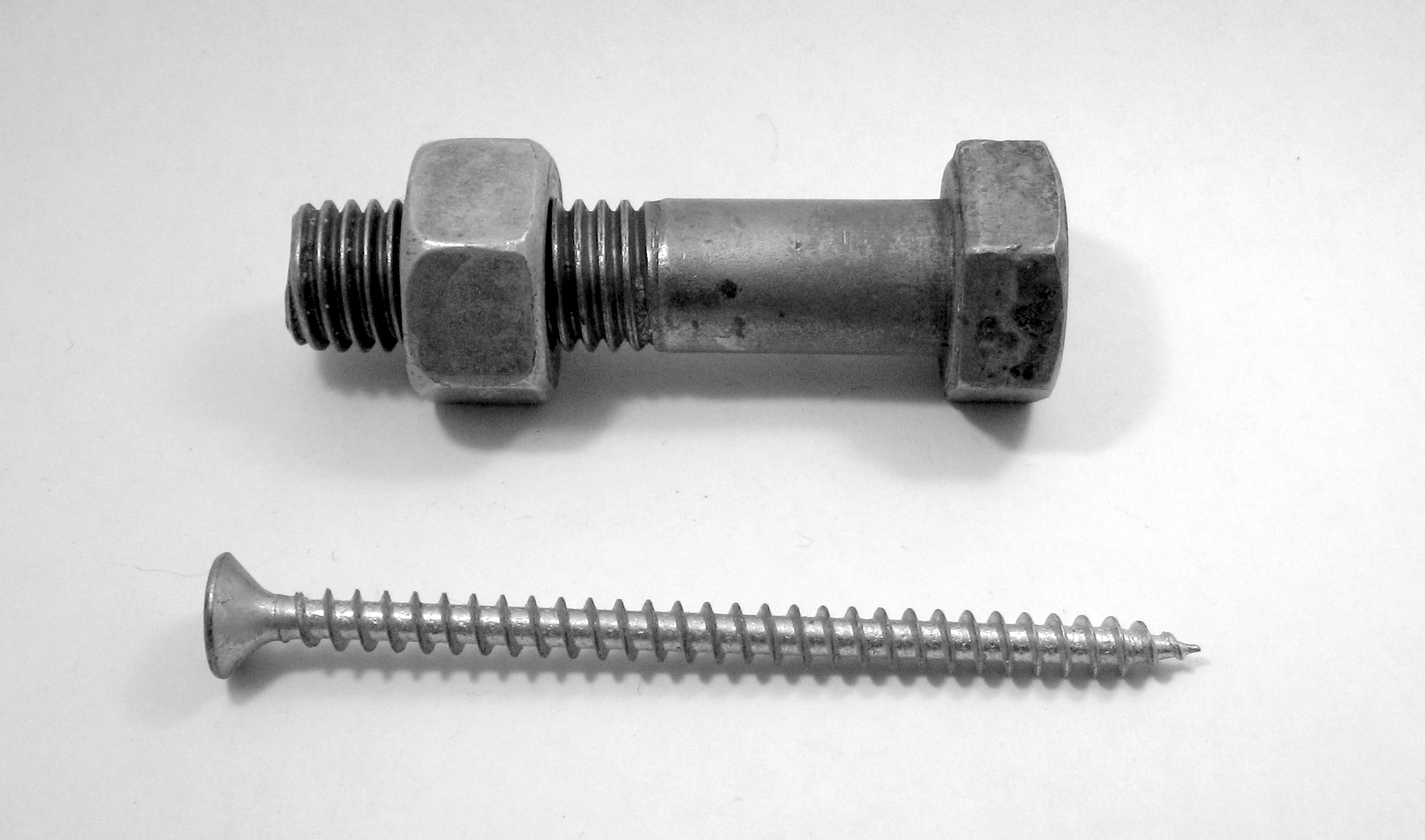
螺栓（上）與螺絲釘（下）

螺栓是一种帶有頭部的圓柱、杆状的螺纹紧固件，一端带有螺纹的圓柱部份称为螺柱，用于与螺母（螺帽）配合；另一端为较宽的栓头，主要用来固定螺栓。螺栓通常由刚度和强度较高的合金制成，在电绝缘或防腐蚀等特殊场合使用的螺栓也有各种非金属材质的。

## 概述
螺栓在机械结构或建筑构件中做联接或紧固之用，固在机械零件中通常归类为紧固件。螺栓在绝大多数情况下是按照有关的国家标准或国际标准制造的，因此在经营流通环节中，螺栓又会与其它一些也按强制标准生产的零件一同被归称为标准件。螺栓、螺钉和螺母（亦称螺帽）在很多地区或非专业讲述中俗称或通称为螺丝。
螺栓与螺钉的区别在于两个方面：一是形状方面，螺栓的螺柱部份严格要求为圓柱形，用于安装螺母，但螺钉的螺柱部份有时呈圓锥形甚至带有顶尖；另一方面是使用功能，螺钉旋入的对象是目标材料而不是螺母。很多使用场合中螺栓也是单独工作，被直接拧进预先钻好螺纹的洞内，不需要螺母与其配合，此时的螺栓从功用上讲是归类为螺钉。

## 种类
螺栓的种类繁多，但大多数情况下是从其螺柱和螺栓头来区分的。
- 螺柱的螺纹可分为粗牙螺纹、细牙螺纹和英制螺纹，故有细牙螺栓和英制螺栓之称；
- 按螺栓头的形状和用途不同又分为六角头螺栓、方头螺栓、半圓头螺栓、沉头螺栓、带孔螺栓、T形头螺栓、钩头（地脚）螺栓等等。
- 螺栓按附带扩展零件又派生出膨胀螺栓等。
- 螺栓按生产所用材质和制造精度又可派生出高强度螺栓、高精度螺栓和防鬆螺栓等等。
- 螺栓按性能等级分3.6、4.6、4.8、5.6、6.8、8.8、9.8、10.9、12.9等10余个等级，其中8.8级及以上螺栓材质为低碳合金钢或中碳钢并经热处理（淬火、回火），通称为高强度螺栓，其余通称为普通螺栓。螺栓性能等级标号有两部分数字组成，分别表示螺栓材料的公称抗拉强度值和屈强比值。

## 最貴記錄
目前已知台灣的核二廠反應爐底部支撐裙板錨定螺栓損壞6支的更換修復作業，包括螺栓的專案趕工製造、工程設計、派員到場施工與監督、結構安全分析、以及為符合核能法規所需的品保作業等，工程費合計需新台幣1億元。其中該核能級螺栓係每支直徑 3 英寸，長度 26 英寸，重量 23.63 公斤，使用 ASTM（美國材料試驗協會）A-540 Grade B23/B24 Class 1 等級鋼材所製，每一組螺栓（包含螺帽、墊圈）的材料與製造費報價約 143 萬元，計購買 9 組共台幣 1291 萬元。

## 图像

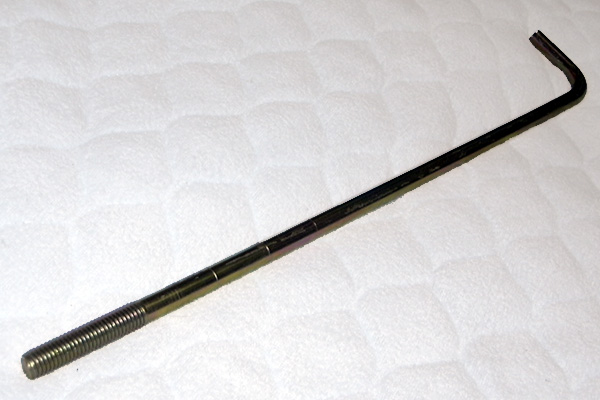
螺錨，钩头（地脚）螺栓
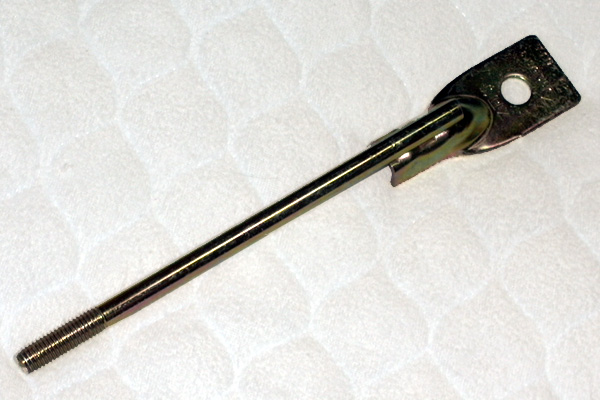
羽子板螺栓
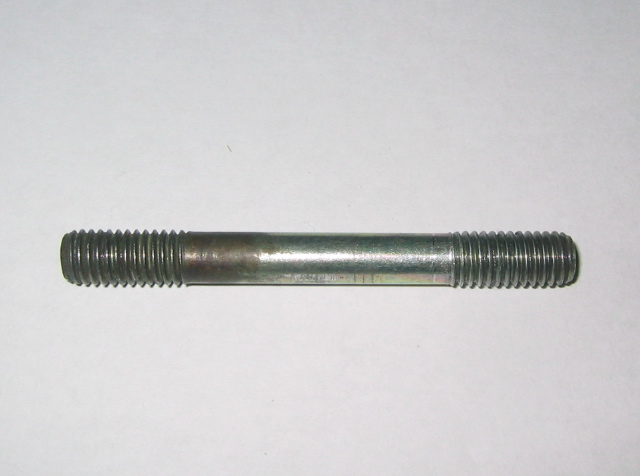
螺柱

## 外部連結
- 高強度螺栓鎖固之原理及應用介紹 - 鋼結構會刊第二十八期